# 레슬링 엔터 시리즈
레슬링 엔터 시리즈 (Wrestling Enter Series)는 2022년 어소즈 오브 페인이 출범시킨 프로레슬링 단체이다. 주로 영국을 포함한 유럽 국가 및 중동국가를 위주로 흥행을 계획 중이다. 